# Knud Lundberg
Pour les articles homonymes, voir Lundberg.
Knud Lundberg (né le 14 mai 1920 - mort le 12 août 2002) était un footballeur et basketteur danois.

## Biographie

### Football

#### En club
Attaquant du club d'AaB Ålborg durant les années 1940 et 1950, Lundberg compte 39 sélections et 10 buts en équipe du Danemark entre 1943 et 1956.

#### En sélection
Il faisait partie de l'équipe danoise olympique qui a remporté la médaille de bronze aux Jeux olympiques de Londres en 1948.